# Мері Поппінс повертається (фільм)
Мері Поппінс повертається (англ. Mary Poppins Returns) — американський сімейний музичний фільм 2018 року режисера Роба Маршалла. Продовження фільму «Мері Поппінс» 1964 року. Роль Мері Поппінс виконує Емілі Блант. Прем'єра фільму відбулася 25 грудня 2018 року.

## Сюжет
Події розгортаються через 20 років після подій першого фільму. У центрі уваги знаходяться вже дорослі Джейн і Майкл Бенкс, які переживають особисту втрату. Незабаром на порозі своїх колишніх вихованців з'являється загадкова няня Мері Поппінс. За допомогою дивовижних магічних здібностей Мері допомагає родині Бенкс знову знайти радість і щастя, заручившись підтримкою своєї ексцентричної кузини Топсі і добродушного хранителя ліхтарів Джека.
В 1930-х роках в Лондоні часів Великої депресії Майкл Бенкс живе у будинку № 17 у Вишневому провулку разом із трьома дітьми (Аннабель, Джоном та Джорджі), мати котрих померла роком раніше, і з літньою покоївкою Еллен. Майкл працює в Ощадному банку касиром, взяв позику у свого працедавця і пропустив три місяці платежів. Вільям Везеролл Вілкінс, новий голова банку, посилає двох своїх працівників попередити Майкла про те, що банк забере його будинок, якщо кредит не буде повністю виплачений до півночі п'ятниці.
Майкл та його сестра Джейн згадують, що їхній батько Джордж залишив їм пакет акцій банку, який допоміг би розплатитися за позикою, і вони обшукують весь будинок у пошуках сертифікату. На горищі Майкл знаходить старий повітряний змій і викидає як непотрібну річ. Джорджі, що гуляє парком з Аннабель і Джоном, знаходить повітряного змія і запускає його. З неба спускається Мері Поппінс — молода няня, яка колись виховувала ще маленьких Майкла і Джейн. Вона забирає дітей додому і оголошує, що тепер наглядатиме за ними. Вдома Мері Поппінс наповнює ванну і разом із дітьми переноситься до океану.
Майкл відвідує банк у пошуках доказів того, що є акціонером, але містер Вілкінс заперечує наявність відповідних записів, після чого потай знищує сторінку з офіційного реєстру. Аннабель і Джон вирішують продати фарфорову чашу своєї матері, щоб погасити борг. Джорджі намагається зупинити їх і під час бійки діти пошкоджують чашу. Ліхтарник Джек, учень музиканта Берта з першого фільму, вітає Мері Поппінс і приєднується до неї та дітей під час подорожі в простір малюнка на поверхні чаші.
Під час представлення в мюзик-холі Джорджі викрадають вовк, тхір і борсук, і Аннабель і Джон вирушають визволяти брата. Після успішного порятунку вони падають із краю чаші і прокидаються у своїх ліжках, вважаючи, що пригоди їм тільки наснилися, але пізніше розуміють, що це був не сон.
На наступний день Мері Поппінс з дітьми відвідує свою східноєвропейську кузину Топсі, щоб склеїти чашу, і дізнається, що вона практично нічого не коштує. Няня та діти відвідують банк, щоб віддати Майклу портфель. Діти приходять до кабінету Вілкінса, щоб попросити про допомогу, і дізнаються, що незабаром залишаться без дому. Джорджі, вважаючи, що Вілкінс і його спільники — це та ж банда тварин, яка викрала його, вривається до кабінету. Майкл сердиться на дітей, тому що через їхні дії він може втратити не тільки будинок, але й роботу. Мері Поппінс відводить дітей додому, а по дорозі вони співають пісні та танцюють з Джеком та іншими ліхтарниками.
З наближенням півночі п'ятниці Бенкси збирають валізи і залишають спорожнілий будинок. Раптом Майкл зауважує, що Джорджі використав зниклий сертифікат для ремонту дірявого повітряного змія. Майкл і Джейн прямують до банку, а Мері Поппінс і діти поспішають з Джеком і ліхтарниками до Біг Бену, щоб повернути час назад. Джек і Мері Поппінс переводять годинник на п'ять хвилин назад, даючи Майклу та Джейн достатньо часу, щоб дістатися банку.
Втім, Вілкінс не приймає сертифікат, оскільки частина сертифікату з підписами відсутня. Проте несподівано з'являється дядько Вілкінса, попередній голова банку містер Доус-молодший, який звільняє Вілкінса за порочну ділову практику та спробу відібрати у Бенксів законні активи. Він також розповідає, що багато років тому батько Майкла дав йому два пенса, які вдалося вдало інвестувати, і тепер цих активів вистачить для повернення позики.
Наступного дня Бенкси відвідують парк, де проходить ярмарок. Вони купують повітряні кулі, які піднімають їх у повітря, де до них приєднуються Джек і багато інших. Після повернення додому Мері Поппінс оголошує, що їй настав час йти. Майкл і Джейн дякують няньці, а вона розкриває парасольку і відлітає в небо.

## У ролях
- Емілі Блант — Мері Поппінс
- Лін-Мануель Міранда — Джек, хранитель ліхтарів.
- Бен Вішоу — Майкл Бенкс
- Емілі Мортімер — Джейн Бенкс
- Піксі Девіс — Аннабель Бенкс, дочка Майкла.[5]
- Джоель Доусон — Джордж Бенкс, старший син Майкла.
- Натанаель Салех — Джон Бенкс, молодший син Майкла.
- Джулі Волтерс — Еллен, покоївка Майкла.[6]
- Колін Ферт — Вільям Везерол Вілкінс, теперішній президент банку.
- Меріл Стріп — Топсі, кузина Мері Поппінс.
- Анджела Ленсбері — продавщиня повітряних кульок.
- Девід Ворнер — адмірал Бум
- Джеремі Свіфт — Гудінг
- Тарік Фрімпонг — Ангус
- Дік Ван Дайк — містер Доус-молодший[7]
- Нома Думезвені — місс Пенні Фартінґ

## Нагороди та номінації
| Список нагород та номінацій фільму (Список не є вичерпним) | Список нагород та номінацій фільму (Список не є вичерпним) | Список нагород та номінацій фільму (Список не є вичерпним) | Список нагород та номінацій фільму (Список не є вичерпним) | Список нагород та номінацій фільму (Список не є вичерпним) | Список нагород та номінацій фільму (Список не є вичерпним) |
| Кінофестиваль/Кінопремія                                   | Рік                                                        | Категорія                                                  | Номінант(и)                                                | Результат                                                  | Дж                                                         |
| ---------------------------------------------------------- | ---------------------------------------------------------- | ---------------------------------------------------------- | ---------------------------------------------------------- | ---------------------------------------------------------- | ---------------------------------------------------------- |
| Премія «Оскар»                                             | 24.02.2019                                                 | Найкраща музика                                            | Марч Шейман                                                | Номінація                                                  | [ 9 ] [ 10 ]                                               |
| Премія «Оскар»                                             | 24.02.2019                                                 | Найкраща пісня                                             | «The place where lost things go»                           | Номінація                                                  | [ 9 ] [ 10 ]                                               |
| Премія «Оскар»                                             | 24.02.2019                                                 | Найкраща робота художника-постановника                     | Джон Мір (постановник), Гордон Сім (декоратор)             | Номінація                                                  | [ 9 ] [ 10 ]                                               |
| Премія «Оскар»                                             | 24.02.2019                                                 | Найкращий дизайн костюмів                                  | Сенді Пауелл                                               | Номінація                                                  | [ 9 ] [ 10 ]                                               |